# Ernst Braun (Politiker, 1909)
Ernst Braun (* 21. Februar 1909 in Saarbrücken; † 1994 in Gera) war ein deutscher Jugendverbandsfunktionär (SAJ), Spanienkämpfer, KZ-Häftling in Buchenwald, Kommunal- und Landespolitiker (BDS/SPD/SED), Chef der Thüringer Polizei und Kulturfunktionär.

## Leben
Braun wurde in einer saarländischen Arbeiterfamilie geboren. Nach dem Besuch der Volksschule erlernte er den Beruf des Schneiders. 1923 trat er der Sozialistischen Arbeiterjugend (SAJ) bei, und 1925 wurde er Mitglied der Sozialdemokratischen Partei Deutschlands (SPD). Seit 1929 war er der Sekretär der SAJ Saarland und engagierte sich 1935 für eine Einheitsfront von SAJ und KVDJ zum Widerstand gegen den Nationalsozialismus im Saarland.
Nach der Saarabstimmung emigrierte er 1935 nach Frankreich und nahm von Dezember 1936 bis Februar 1939 am Kampf der Internationalen Brigaden gegen die Franco-Diktatur teil. Im Juni 1940 wurde er nach der Besetzung Frankreichs durch die Wehrmacht verhaftet und an die NS-Behörden ausgeliefert. Zunächst befand er sich in Paris in Gestapo-Haft und war von Oktober 1940 bis Juni 1942 in Saarbrücken wegen „Hochverrats“ inhaftiert. Danach wurde er in das KZ Buchenwald überstellt, wo er die Häftlingsnummer 881 erhielt. Braun war in Buchenwald beim Baukommando, der Schneiderei sowie der Poststelle eingesetzt und gehörte dem illegalen Lagerwiderstand an. Nach der Befreiung der Häftlinge im KZ Buchenwald durch die 3. US-Armee gehörte er zu den Unterzeichnern des Buchenwalder Manifests.
Im Juni 1945 wurde er Leitungsmitglied beim Bund demokratischer Sozialisten bzw. in der Ortsgruppe Weimar der Sozialdemokratischen Partei Deutschlands (SPD). Er wurde gleichzeitig zum Polizeidirektor von Weimar berufen und war nach der Zwangsvereinigung von SPD und KPD zur SED 1946 der paritätische SED-Vorsitzende in Weimar. Ab 1947 war er stellvertretender Chef der Thüringer Polizei. Nach Amtsenthebung war er ab 1950 Kulturdirektor der Olympia-Werke in Erfurt. Seine letzte berufliche Funktion war die eines Sekretärs der Bezirkshandwerkskammer Gera. In den 1970er Jahren leitete er das Bezirkskomitee der antifaschistischen Widerstandskämpfer in Gera.
Am 27. Juni 1987 wurde er als Oberst der VP a. D. zum Generalmajor a. D. ernannt. Während seines Staatsbesuches in Spanien ehrte Erich Honecker am 5. Oktober 1988 in Barcelona die Opfer des Franco-Regimes und begrüßte dabei ehemalige Spanienkämpfer aus der DDR, unter ihnen den ehemaligen Politkommissar und damaligen Major Ernst Braun.

## Auszeichnungen
- 1956 Hans-Beimler-Medaille
- 1975 Vaterländischer Verdienstorden in Gold
- 1984 Ehrenspange zum Vaterländischen Verdienstorden in Gold
- 1989 Karl-Marx-Orden